# Sesquialtera lonchota
Sesquialtera lonchota är en fjärilsart som beskrevs av Louis Beethoven Prout 1931. Sesquialtera lonchota ingår i släktet Sesquialtera och familjen mätare. Inga underarter finns listade i Catalogue of Life.